# BDSM
BDSM er et begreb, som både dækker over et bredt spektrum af lyster og praksisser, ofte med et erotisk fokus. I den klassiske forståelse drejer sig om Bondage & disciplin, Dominans & submission samt Sadisme og Masochisme. I dag bruges det dog ofte som et paraplybegreb, som dækker over mange forskellige aktiviteter, kinks og fetisher. Generelt er de fleste med ikke-normative tendenser, som selv identificerer sig med BDSM-fællesskabet velkomne. Det inkluderer, men er ikke begrænset til cross-dressers, pet players og latex fetishister.
Det kan være en livsstil eller noget man dyrker engang imellem. Den almene forståelse er at BDSM er et seksuelt begreb, men mange praktiserer de forskellige kernelementer i BDSM uden at involvere deres seksualitet i legen. Det kan handle om sensualitet, intimitet, kunst, meditation, sjov og meget mere. Det er grundlæggende i BDSM at legen foregår mellem voksne, samtykkende mennesker. Nogle har specifikke seancer, også kaldet scener, hvor de gennemfører en specifik leg eller rollespil, og når det er slut er de "tilbage til deres normale selv". Hos andre er grænsen mere flydende.

Mange af aktiviteterne i BDSM regnes oftest som uønskede eller ubehageligt, når de udføres i andre sammenhænge. Smerte, tvang, ydmygelse, indespærring og slaveri er ting, som traditionelt bliver påtvunget folk mod deres vilje, enten for at skade dem eller opnå et andet mål. I BDSM derimod foregår tingene med samtykke fra alle involverede, og som regel til fælles nydelse.
Modsætningen til BDSM bliver typisk refereret til som "vanilje". Da der er stor forskel på hvilke og hvor mange elementer indenfor BDSM forskellige mennesker nyder, er det svært at trække en skarp grænse mellem BDSM og vanilje. Nogen tager kun enkelte elementer ud og leger med dem, andre bruger større dele eller hele paletten. Dominans har en plads blandt mange intime relationer, hvor den ene part ofte vil tage styringen i højere grad end den anden. Typisk vil man først betragte det som BDSM-leg, når rollefordelingen bliver italesat, men grænsen er flydende. Der er også mange elementer fra BDSM, der finder vej ind i soveværelset dels gennem porno og dels gennem populærkultur. Håndjern, bind for øjnene og smæk i numsen er eksempler på elementer mange praktiserer selvom de ikke identificerer sig med BDSM-begrebet.
I BDSM bruges ofte begreberne Dominant og Submissiv om den henholdsvis dominerende og underkastede rolle. Den dominante (også ofte forkortet Dom) tager føringen både fysisk og psykologisk, mens den submissive eller underkastede (ofte forkortet Sub) har til opgave at følge med og lade sig føre. Andre ord som Top og Bund bliver ofte brugt som synonymer eller som lignende begreber med nuance-forskelle. De præcise definitioner af forskellige roller og titler er en løbende debat i miljøet.

## Sikkerhed

### Samtykke
Samtykke er essentielt og noget der tages meget alvorligt i miljøer, hvor man dyrker BDSM. Det er samtykke, der er forskellen på om noget er leg og BDSM, eller om det er vold og misbrug. Eftersom meget BDSM handler om at lege med og skubbe til grænser, kan det være ekstra svært at navigere i. Derfor er der udviklet adskillige forskellige teknikker og redskaber til at snakke om grænser og hvordan man kommunikerer at noget er dejligt eller om det bliver for meget. Som udgangspunkt snakker man gerne grundigt sammen, inden man leger med en ny partner. Man diskuterer hvilke ting man hver især har lyst til, hvad man evt. vil gå med til, og hvad man ikke vil have skal ske. Med mindre andet er aftalt betyder "Nej" og "Stop" altid netop det - Altså at man holder op med hvad der foregår, tjekker ind, og får snakket sammen. Selv hvis der ikke bliver sagt direkte stop, er det vigtigt at den, der har kontrollen, sørger for at tjekke ind løbende og være sikker på den anden er okay. Dette er især vigtigt med nye partnere og hvis ens partner pludselig ændrer adfærd og f.eks. går fra at være aktiv til passiv.

#### Forventningsafstemning
En forventningsafstemning før sex eller BDSM-aktiviteter er altid en god ide, men især når man beskæftiger sig med BDSM eller intense seksuelle oplevelser, er det vigtigt. Det giver dels mulighed for at aftale stopord og snakke om omsorg og aftercare, men det er også væsentligt at snakke grænser igennem først. Dette skyldes at man i en BDSM-scene eller ved andre intense oplevelser kan opnå en ændret sindstilstand, ofte beskrevet som "subspace" eller "topspace". Der findes mange forskellige ord til at beskrive det samme fænomen og det kan opleves på mange forskellige måder. I sin essens top- og subspace en tilstand, ofte forårsaget af endorfinrush under scenen, hvor man er opslugt af øjeblikket. Det føles dejligt og nogle kan i situationen sige ja til eller acceptere ting uden modstand, de ikke ellers ville have lyst til. Det kan resultere i ubehagelige følelser af at have fået sine grænser overskredet når scenen er afsluttet. Mange sammenligner mentaltilstanden i top- og subspace med at være påvirket af alkohol eller stoffer. Man er altså ikke i stand til at give samtykke mens man er i f.eks. subspace, hvorfor samtykke skal indhentes på forhånd. Man har dog altid mulighed for at trække samtykket tilbage.

#### Stopord
For nogen kan dét at et "Nej" bliver ignoreret være en del af legen. I sådanne tilfælde aftaler man gerne et eller flere stopord, så man har mulighed for at kommunikere hvis det bliver for meget. Hvis man kommer i klubber eller foreninger, hvor der er andre til stede mens man leger, vil der typisk også være et universelt stopord, som alle i lokalerne kender. Det sikrer at der er nogen, der kan gribe ind, hvis der bliver gået over grænsen.
En almindeligt brugt teknik er at bruge farvene i et lyskryds, til at markere hvordan man har det. Det giver mulighed for at graduere sin utilpashed, så man kan rette ind undervejs. Ved f.eks. at sige "gul" kan den, der har kontrollen, sætte tempoet lidt ned fremfor hvis der bliver sagt "rød" eller et andet stopord, hvor legen afbrydes helt. "Grøn" kan så enten markere at man er et rigtig godt sted, eller at man er klar til at det bliver lidt voldsommere igen. Det er altid vigtigt at snakke med en ny partner om hvad de forskellige ord betyder, da der kan være meget forskel fra person til person.

#### Non-verbale stopord
I situationer, hvor den ene part ikke kan tale, er den kontrollerende part nødt til at være ekstra opmærksom på kropssprog, og det er også muligt at aftale specifikke signaler eller håndtegn, der indikerer "Stop". Det kan f.eks. være klap i gulvet, ligesom når man overgiver sig i kampsport. En anden teknik er at have en bold, et sæt nøgler eller lignende i hånden, og hvis bolden falder på gulvet er det et tegn til at der skal stoppes. Det sikrer også at legen stopper, hvis den ene part mister bevidstheden.

##### Samtykke til tvang ("Consensual Non Consent" eller "CNC")
En af de ting man kan aftale under forventningsafstemningen er om ord som "nej" og "stop" skal respekteres eller om det kun er stopord, der gælder. Nogen kalder dette "samtykke til tvang", andre bruger først dette begreb, når man aftaler at lege helt uden stopord. Nogen arbejder også med flere niveauer af stopord, hvor nogle må ignoreres og andre altid skal respekteres. Leg uden stopord kræver at man kender både sig selv, sin(e) partner(e) og din indbyrdes dynamik godt, og er ikke noget man bør kaste sig ud hvis man er uerfaren eller hvis man skal lege med en ny partner. Hvis man er nysgerrig og vil eksperimentere med den slags anbefales det at tage i en klub eller lignende, hvor det er et universelt stopord, og man altid kan få hjælp.

### Omsorg og aftercare
Da legen i BDSM ofte kan blive meget intens, er tillid og omsorg for sin(e) partner(e) vigtigt. Man bruger ofte den engelske betegnelse aftercare eller efteromsorg. Alle parter i en BDSM-scene kan have brug for aftercare. Hvis man f.eks. er blevet slået eller kaldt ydmygende ting er det vigtigt at blive fysisk og mentalt bygget op igen. Den der har slået sin partner kan også have brug for tilgivelse og bekræftelse på at det var en god oplevelse og at de stadig bliver set som et godt menneske. Der er ikke én endegyldig opskrift på god aftercare, for alle er forskellige. Nogen har brug for at blive holdt om, andre har brug for afstand. Nogen vil helst være alene, andre har brug for at partneren er der for dem. Derfor er det vigtigt at snakke om inden, så man kan imødekomme hinandens behov. I forhold til fysisk aftercare er nogle gode steder at starte gerne varme, væske og sukker. Det er nemt at blive kold, hvis man har været aktiv og svedt, måske er man nøgen, og nu ligger man stille. Lavt blodsukker er også almindeligt efter en udmattende scene, så det kan være godt med noget hurtig energi. I forhold til det mentale kan det være en god ide at snakke forløbet igennem. Hvad skete der? Hvilke ting var gode? Hvad kunne have været bedre? Hvordan havde du det undervejs? Hvordan har du det nu? Hvad har du brug for nu? Er alle gode spørgsmål. Det er også en god ide at tjekke ind dagen efter. Aftal gerne om man ringer sammen eller sender en besked. Nogen oplever at have det fint umiddelbart efter leg, men kan få nedtur senere, når endorfinerne har forladt kroppen eller når man har fået det hele lidt på afstand. Nedtur efter en scene kaldes typisk subdrop (når det er den der har afgivet kontrol, der oplever det). Men topdrop forekommer også, hvor det er den part, der har haft kontrollen, der oplever en efterfølgende nedtur. Derfor er omsorg vigtig uanset hvilken rolle man har.

#### Drop (subdrop og topdrop)
"At droppe" eller "et drop" refererer til en negativ eller særligt følsom sindstilstand, mange kan opleve efter intens leg. At droppe er et almindeligt fænomen hos folk, der dyrker BDSM og lignende respons ses også i andre sammenhænge. Der kan skyldes mange forskellige ting, og er ikke nødvendigvis et udtryk for at nogen har gjort noget forkert. Der er et fysiologisk aspekt, hvor de store mængder af signalstoffer som endorfiner og dopamin pludselig ikke længere er til stede, og kroppen oplever en form for abstinenstilstand, der kan sammenlignes med depression. Det kan betyde at man i efterkanten af leg pludselig oplever at små ting, som man normalt ikke ville tænke over, pludselig bliver uoverstigelige problemer. Det kan også komme til udtryk som en uforklarlig følelse af nedtrykthed. Afhængig af intensitet, varighed og individuel følsomhed overfor de forskellige signalstoffer kan droppet optræde på forskellige tidspunkter. Nogen vil oplever det umiddelbart efter leg, mens andre kan opleve det flere dage efterfølgende. Udover det fysiologiske aspekt kommer der et socialt og følelsesmæssigt aspekt, hvor man kan reagere negativt eller skamfuldt på nogle af de ting, der foregik under legen.
Forventningsafstemning og god efteromsorg kan være med til at mindske risikoen for efterfølgende drop hos alle parter, men det er ikke nogen garanti. Derfor er det en god ide at snakke om, hvilke behov man kan have hvis man pludselig skulle opleve et drop og hvordan ens partner bedst kan hjælpe med at imødegå dem. Det er også muligt at ens partner ikke har mulighed for at imødegå de behov, der kan opstå. I så fald må man vurdere om man skal afholde sig fra at lege, eller om det er muligt at få dækket et evt. behov på andre måder, hvis det skulle opstå.

### Risiko
De fleste aktiviteter i livet involverer et eller andet niveau af risiko. BDSM er ingen undtagelse. Det kan spænde over alt fra at få sit hjerte knust til permanente fysiske skader, afhængig af hvilken aktivitet man deltager i. Eksempler på skader man kan se i forbindelse med BDSM er blå mærker, hul på huden, ar, nerveskader (især ved bondage), besvimelser og psykiske nedture. Hvis man dyrker BDSM seksuelt, er seksuelt overførte sygdomme også en hyppig risiko. Enkelte aktiviteter indenfor BDSM kan være livsfarlige. Et eksempel på dette er asphyxiation eller åndedrætskontrol, hvor man på forskellige måder kontrollerer sin egen eller sin partners vejrtrækning.

#### SSS eller SSC
SSS står for Sikker, Sund, Samtykkende og kommer fra den engelske term SSC (Safe, Sane, Consensual). Det er et begreb, der blev skabt for at aftabuisere hvad der foregår i BDSM-miljøer, ved at understrege at der er stor fokus på sikkerhed, samtykke og mental sundhed i miljøet. Det er et begreb, der stadig bruges meget, for at kommunikere at man er seriøs omkring det man laver.

#### RACK
RACK er et nyere engelsk begreb, og står for Risk Aware Consensual Kink. Tankerne bag er meget i tråd med SSC, men der ligger en underlæggende kritik af SSC i RACK. Den går på at det er problematisk at antage at noget er "sikkert", fordi man så ikke er opmærksom på den underlæggende risiko der altid kan være. RACK er en anerkendelse af at selv ting, der fremstår sikre og ufarlige, har et eller andet element af risiko indbygget. Det involverer at man gør hvad man kan for at nedsætte risikoen, men anerkender at man aldrig kan være 100 % sikker på ikke at komme til skade.

## Roller og begreber
BDSM er et paraplybegreb, der dækker over mange forskellige aktiviteter og inkluderer flere distinkte subkulturer med hver deres særlige traditioner og terminologi. Top og Dominant bliver i vid udstrækning brugt til at beskrive den aktive og/eller kontrollerende part, mens Bund og Submissiv typisk beskriver den, der afgiver kontrollen og lader sig styre. Interaktionen mellem Top og Bund er en magtudveksling og det engelske begreb Power Exchange bruges ofte i den sammenhæng. Det kan være for et enkelt møde eller i et længerevarende forhold. Nogle personer foretrækker konsekvent enten rollen som Top eller Bund, mens andre skifter imellem de to. En person der skifter mellem rollerne kaldes en Switch.

### Toppe og Dom's

#### Dominant
Dominant eller Dom er en af de mest almindelige betegnelser for den, der har kontrollen. For nogle handler det udelukkende om kontrol, men mange har andre elementer fra de forskellige begreber med ind i deres identitet eller leg. Det er sjældent folk kun betragter sig selv som én ting, og det er almindeligt anerkendt at der er mange måder at gøre tingene på.

#### Domme/Dominatrix
Nogle vælger at bruge Domme eller Dominatrix som en feminin variant af Dom, der betyder det samme. For andre inkluderer det også over en bestemt stil eller et særligt visuelt udtryk.

#### Top
Bliver ofte brugt synonymt med Dom eller Domme, men bliver også ofte forstået som en mere fysisk rolle fremfor psykologisk. Det kunne f.eks. være en person pisker din partner efter dennes ønske, men ikke som sådan dyrker kontrollen. Begrebet stammer oprindeligt fra homo-miljøet, hvor det bruges til at beskrive den part, der penetrerer den anden, mens Bund beskriver den, der tager imod.

#### Herrer/Frue
Herre eller Frue er titler, som ofte tages af dominante, som har et slavelignende forhold til deres submissive. Mange benytter også de engelske termer, Master og Mistress. Der er typisk tale om en mere omfattende form for magtudveksling i denne type relationer.

#### Sadist
En sadist er en person, der nyder at give andre smerte. Smerten kan være fysisk eller psykologisk. Nogle nyder det kun i det omfang det har en positiv eller ophidsende effekt, på deres partner. Andre nyder specifikt at skabe ubehag og se sin partner holde smerten ud for deres skyld.

#### Rigger
Rigger er en betegnelse, der typisk bruges i forbindelse med japansk reb-bondage (også kaldet shibari eller kinbaku). Det beskriver den part, der binder den anden fast med reb.

#### Caregivers
Caregivers er en fællesbetegnelse, man har adopteret fra engelsk, for (oftest) dominante, som tager en særlig omsorgsfuld rolle på sig. Roller som Daddy og Mommy hører typisk ind i denne kategori. Nogle bruger det specifikt i forbindelse med aldersrollespil (også kaldet Age Play) og for andre er det mere en beskrivelse af deres specifikke stil af dominans.

### Bunde og Submissive

#### Submissiv
Submissiv, eller bare Sub, er den mest almindelige betegnelse for den, der overgiver kontrollen i en andens hænder.

#### Bund
Bund kan være et synonym for submissiv, men bliver også ofte brugt mere neutralt om den modtagende part i en handling. Det kan f.eks. være en bund, der beordrer en top til at piske dem. I dette tilfælde har bunden kontrollen. Det kan være en del af det aftalte spil, men betegnes også nogle gange som "at toppe fra bunden". At toppe fra bunden kan være en del af spillet, eller et resultat af at bunden ikke kan give slip på kontrollen i situationen.

#### Slave
Bruges typisk om en dybere form for underkastelse eller submission, hvor den dominante har større kontrol over slavens liv. Samtykke er fortsat en forudsætning og derfor ingen sammenhæng med traditionelt slaveri, som mennesker påtvinges ufrivilligt.

#### Brat
En brat er en submissiv, der elsker at gøre livet svært for den dominante, og f.eks. finder på bevidst at bryde aftalte regler for at opnå den straf, de ønsker sig.

#### Masochist
En masochist er en person der nyder smerte. For nogle masochister er det smertefølelsen i sig selv der er dejlig. Andre nyder at udholde lidelse for en anden persons skyld eller for at overvinde egne grænser. Langt fra alle submissive er masochister og ikke alle masochister er submissive.

#### Bunny/Model
En Bunny er en person, der lader en rigger binde sig fast, typisk i japansk reb-bondage. Nogle foretrækker termen Model i stedet for.

#### Lille/Little
En Lille eller Little er pendanten til en Caregiver i forbindelse med Age Play. Altså en person, der nyder at finde hen til et mentalt stadie, som minder om barndommen.

### Switches
En switch er en person, som trives både i rollen som dominant og submissiv. Der er stor forskel på folk, der identificerer sig som switches. Nogle switcher kun en sjælden gang imellem og måske kun med specielle partnere. Nogen har forskellige roller med forskellige mennesker, andre skifter i den samme scene og gerne op til flere gange. Begrebet Switch Fight bruges om to switches, der i legen kæmper om hvem, der har magten.

## Historie
I 1995 blev sadomasochisme fjernet fra listen over psykiske sygdomme i Danmark. Først i 2018 fulgte man samme eksempel og fjernede det fra sygdomslisten ICD-11 i Verdenssundhedsorganisationen.

## BDSM i klub- og foreningsmiljø
Den første BDSM forening i Danmark blev stiftet i København i 1979 under navnet SMil, hvor Maria Marcus var en af grundlæggerne.[kilde mangler] Senere blev foreningen udvidet med afdelinger i Århus, Odense og Aalborg. Tillige drives et landsted på Djursland af SISC, der er SMil's internationale afdeling. SMil er drevet, opbygget og udviklet udelukkende på frivillige hænder gennem foreningens medlemmer og har således ikke private økonomiske interesser.[kilde mangler]
Der hersker specifikke og konsekvente regler i disse forsamlinger. Eksempelvis er brud på diskretion og tavshedspligt grund til eksklusion. Kontakt i selve lokalemiljøet til andre, uagtet om det er singler, par eller interessegrupper (under/funktions grupper) foregår også efter specifikke regler. Stringente regler omfatter tillige dresscodes, pli, opførsel og respekt for de forskellige seksualiteter, der måtte eksistere.[kilde mangler]
Efter at SMil blev stiftet, er flere klubber og foreninger blevet etableret. Nedenstående oversigt over BDSM-foreninger i Danmark er opstillet efter stiftelsesår.
| Stiftelsesår | Foreningens navn                             | Hjemsted                          | Åben for medlemskab                                   |
| ------------ | -------------------------------------------- | --------------------------------- | ----------------------------------------------------- |
| 1979         | SMil                                         | København, Odense, Århus, Aalborg | Ja                                                    |
| 1989         | Det Sorte Selskab                            | København                         | Eksklusiv forening der er lukket for medlemskab.      |
| 2005         | X'et                                         | Odense                            | Ikke længere aktiv.                                   |
| 2006         | Excess Club                                  | København                         | Eksklusiv forening, hvor man skal søge om medlemskab. |
| 2012         | Foreningen af 2012 Kaldet "Den Sorte Fabrik" | Møgelgårdsvej 22, 8520 Lystrup    | Ja                                                    |
| 2018         | Kink Club                                    | Bilstrupvej 13A, 7800 Skive.      | Ja                                                    |